# Pro-Ana
Pro-Ana (von pro: für und Anorexia nervosa: Magersucht) und Pro-Mia (Bulimia nervosa: Ess-Brechsucht) sind Bewegungen von Mager- beziehungsweise Ess-Brechsüchtigen im Internet. Sie entstanden Anfang des 21. Jahrhunderts in den Vereinigten Staaten und breiteten sich von dort auch nach Europa aus.
Die Anhänger von Pro-Ana, fast ausschließlich junge Frauen, idealisieren die Magersucht und sind zumeist selbst magersüchtig. Dabei sind sie sich ihrer Erkrankung bewusst. Statt dagegen zu kämpfen, versuchen sie, weiter abzunehmen – auch wenn dies mit Lebensgefahr verbunden ist. Die Betroffenen tauschen sich über spezielle Pro-Ana-Websites aus und stellen dort die Magersucht bildhaft als extremes Schlankheitsideal dar, dem sie sich mit radikalen Maßnahmen nähern, mit dem Ziel, Zufriedenheit mit sich und ihrem Aussehen zu erreichen. Die Magersucht erhält dabei den Anklang einer Art der Selbstverwirklichung, der Souveränität und der Macht über den eigenen Körper, die gegen eine feindselige Umwelt verteidigt werden muss. Die Assoziation von „Ana“ mit dem Namen „Anna“ ist gewollt und steht für eine idealisierte Personifikation der Magersucht. Sie kommt insbesondere im „Brief von Ana“ zum Ausdruck, der sich auf den Webseiten der Bewegung als ein zentrales Manifest findet. Pro Ana ist insbesondere deswegen umstritten, weil sich die Betroffenen im Internet austauschen. Hierbei wird die Gefahr gesehen, dass sich die Betroffenen gegenseitig weiter dazu anspornen, mit allen Mitteln abzunehmen und dass Unbeteiligte so ebenfalls zur Magersucht inspiriert und daran erkranken könnten.
Die Zahl der Pro-Ana-Seiten im deutschsprachigen Raum wurde 2007 auf mehrere hundert geschätzt.
Allgemein lässt sich beobachten, dass die Pro-Ana-Anhänger und -Anhängerinnen zwei Lager bilden: „Ana till the end“ und „With Ana“.
Die Anhängenden von „Ana till the end“ (kurz: ATTE), was im Deutschen „Ana bis zum Ende“ bedeutet, sind sehr radikal. Sie nehmen die tödlichen Folgen der Magersucht in Kauf oder wollen sich sogar absichtlich „zu Tode hungern“. Viele Blogs und Foren, die dazu aufrufen, wurden gesperrt, da sie als besonders gefährlich gelten.
Die Anhängenden von „With Ana“, was im Deutschen „mit Ana“ bedeutet, wollen in der Regel nicht sterben, sondern „mit der Magersucht leben“. Sie verherrlichen die Krankheit nicht, wollen aber auch nicht gesund werden. Viele dieser Blogs und Foren sind legal.

## Inhalte
Die aufgrund des Jugendmedienschutz-Staatsvertrages eingerichtete Website jugendschutz.net untersuchte 2006/2007 insgesamt 270 deutschsprachige Pro-Ana-Websites und stellte folgende, typischerweise immer wiederkehrende Inhalte fest:
- sacred texts („heilige Texte“):[3] Brief von und an Ana, Glaubensbekenntnis, 10 Gebote, Psalm
- thinspiration (auch thinspo; Kofferwort aus thin, dünn und inspirations, Inspirationen): oftmals nachbearbeitete Fotos von untergewichtigen Stars, Models und anderen Menschen im fortgeschrittenen Stadium der Magersucht, künstlerische Darstellungen, Videos
- Tipps & Tricks: Ratschläge und Tipps, wie man immer weiter abnehmen und die Essstörung vor Ärzten, Eltern und Freunden verheimlichen kann
- Gesetze & Gebote: strikte Anweisungen unter anderem zum Ess- und Sozialverhalten, zur Geheimhaltung, zum Wiegen
- thinlines: Zitate und Sätze mit Motivationscharakter, zum Beispiel „Hunger hurts, but starving works.“ (Hunger tut weh, aber es funktioniert)
- BMI-Rechner
- Forum: zum Austausch Gleichgesinnter, gegenseitigen Animation zur weiteren Gewichtsreduktion, Austausch über Ernährung, Diäten, Medikamente und Tipps unter anderem zur Geheimhaltung

Neben BMI-Rankings werden in einigen Foren Wettbewerbe (sogenannte contests) organisiert, bei denen das Mitglied mit der größten Gewichtsabnahme oder dem niedrigsten BMI gewinnt. Viele Nutzer der Foren schreiben ein Ess- und Gewichts-Tagebuch, in dem Essverhalten und Gewichtsverlauf dokumentiert werden. Typisch ist auch die Suche nach einem twin (Zwilling), einem Partner mit gleichen Körpermaßen und Alter zur gegenseitigen Unterstützung beim weiteren Abnehmen. Die meisten Foren sind nicht-öffentlich und verlangen das Ausfüllen eines detaillierten Aufnahme-Fragebogens zur Freischaltung. Manche Foren haben auch strenge Altersbeschränkungen, wobei sich diese im anonymen Internet sicher nicht kontrollieren lassen.
In einer älteren und kleineren Studie hat der Mediziner Mark L. Norris die Inhalte von zwölf englischsprachigen Pro-Ana-Webseiten untersucht und kam zu ähnlichen Ergebnissen. Demnach enthielten sieben davon einen vorgeschalteten Hinweis (Disclaimer). Dieser forderte Personen ohne Essstörung auf, die Seite zu verlassen, enthielt die Angabe, dass es sich um eine Seite handelt, die die Pro-Ana-Bewegung unterstützt oder enthielt eine Aufforderung an Minderjährige, die Seite nicht zu betreten. Zentraler Bestandteil der Hälfte der Webseiten waren geschützte Webforen, in denen sich angemeldete und von einem Moderator zugelassene Besucher gegenseitig dazu animieren, weiter an Gewicht zu verlieren. Die Webseiten selbst beinhalteten Bilder und Zitate, die als Trigger bezeichnet werden und weiter zur impulsiven Verminderung des Gewichts bewegen sollen. Die Bilder, auch Thinspirations genannt, waren in allen bis auf einen der Fälle zu finden und zeigten Prominente (diese sind häufig mit Bildbearbeitungsprogrammen auf ein abgemagertes Aussehen retuschiert), Menschen im fortgeschrittenen Stadium der Magersucht, aber auch als Negativbeispiele fettleibige Menschen. Daneben fanden sich bei acht der Seiten „Zehn Gebote“, Anleitungen zur Gewichtsreduktion, zur Ablenkung vom Essen und dem Gedanken daran, oder ein Rechner zur Ermittlung des Body-Mass-Index. Dazu kamen auf neun von den Seiten Gedichte und Kurzgeschichten und auf fünf der Seiten allgemeine Informationen zu Essstörungen und Links zu verschiedenen Institutionen oder anderen Pro-Ana-Seiten. Nur eine der untersuchten Seiten bezeichnete Anorexia nervosa als Wahl eines Lebensstils („lifestyle choice“), während fast die Hälfte der Seiten-Betreiber diese als Mittel zur Unterstützung von Menschen mit Essstörungen sahen.

## Interpretation
Zur Charakterisierung gibt es mehrere Ansichten: Die Literaturwissenschaftlerin Roxanne Kirkwood definiert Pro-Ana als eine Bewegung, die Magersucht als Wahl und Lebensstil statt als eine Krankheit ansieht. Dabei bemerkt Kirkwood aber, dass die Bewegung diesen Standpunkt nicht aktiv anderen Personen nahelegt. Der Soziologe Nick Fox spricht hingegen von einer Bewegung, deren Anhänger eine Heilung ablehnen („anti-recovery“).
Norris charakterisiert Pro-Ana als eine Internetbewegung, die Anorexia nervosa als vorteilhaft darstellt.
Ähnlich stellt Siefert in einer qualitativen Studie fest, dass die Autorinnen von Pro-Ana-Webseiten nicht alle anorektisch sind, aber gemeinsam nach einem anorektischen Ideal streben.
Nach der Darstellung einer magersüchtigen Studentin, die von ZEIT online zu ihrer Sicht befragt wurde, sind sich die Pro-Ana-Anhänger bewusst, dass Magersucht eine lebensbedrohliche Krankheit ist. Die meisten von ihnen haben nach ihrem Eindruck bereits eine Therapie gemacht. Die Studentin glaubt, dass die Betroffenen deshalb Pro-Ana sind, weil sie vor der Magersucht resigniert und die Hoffnung auf eine Heilung aufgegeben haben. Diese Meinung wird auch in einem anderen Pro-Ana-Interview deutlich, in dem die Theorie aufgestellt wird: wenn es keine Pro-Ana-Bewegung gäbe, würden sich die Betroffenen auf andere Weise schaden. Elisabeth Bader und Barbara Novak von der Österreichischen Gesellschaft für Essstörungen sehen die Situation weitaus kritischer: Sie glauben, dass Pro-Ana-Anhänger „[die Anorexie] oftmals gar nicht als Krankheit anerkennen und sich der Begleiterscheinungen und Folgekrankheiten nicht bewusst sind.“
Pro-Mia entspricht, abgesehen vom Bezug auf Bulimie, dem Wesen nach Pro-Ana. Die Anhänger beider Bewegungen schlagen trotz ihres starken Internetbezugs auf ihren Webseiten auch Armbänder als Erkennungssymbole vor: in Rot für Anhänger von Pro-Ana, in Lila für Pro-Mia. Darauf aufbauend hat sich eine Farb- und Form-Symbolik entwickelt. Blau soll für Selbstverletzendes Verhalten (SVV, „Ritzen“) stehen, Schwarz für Depressionen, Grün für die Teilnahme an einer Therapie, Weiß für selbst auferlegtes Fasten und Hungern, Rosa bzw. Pink für die DSM-IV-TR-Kategorie der „Eating disorder not otherwise specified“ (ED-NOS). Die Libelle stellt bildhaft den verzerrten Blick bezüglich Körperbau-Ästhetik dar, die Daunenfeder bezüglich Gewicht.

## Differenzierung
Die Pro-Ana-Szene differenziert sich inzwischen zunehmend in with ana („mit Ana“), bei der die Essstörung als Ausdrucksform und Ventil tiefergreifender Probleme begriffen wird und Selbsthilfe stattfinden kann und ansetzen muss, sowie ana till the end (atte, „Ana bis zum Ende“), bei der die Anhängerinnen auch den Tod in Kauf nehmen oder sogar bewusst anstreben.

## Reaktionen
Die Existenz der Bewegung hat in den Medien und insbesondere bei Organisationen, die sich mit Essstörungen auseinandersetzen, mehrfach verstörte bis warnende Reaktionen ausgelöst. Elisabeth Bader und Barbara Novak von der Österreichischen Gesellschaft für Essstörungen sehen Pro-Ana als „eine Verherrlichung der Magersucht bis hin zur fanatischen Hingabe an diese.“ Georg Ernst Jacoby, Chefarzt an der Klinik am Korso, einer Fachklinik, die auf Essstörungen spezialisiert ist, warnt vor Pro-Ana-Webseiten und vertritt den Standpunkt, dass sie sehr gefährlich seien, weil sie nicht nur Magersüchtige weiter in die Krankheit hineinzögen, sondern weil dadurch auch Gesunde zur Magersucht verführt werden könnten. Nach seiner Auffassung sollten diese Webseiten analog zur Zigarettenwerbung verboten werden. Er sieht außerdem durch Pro-Ana den Konsens in Gefahr, dass Magersucht eine gefährliche Krankheit ist. Die Academy for Eating Disorders, die nach eigenen Angaben der weltweit größte Berufsverband von Personen ist, die sich mit Essstörungen beschäftigen, weist neben den schwerwiegenden körperlichen Konsequenzen insbesondere darauf hin, dass es eines der Diagnosekriterien der Magersucht ist, dass die Betroffenen sie verleugnen oder nicht ernst nehmen. Der Verband geht davon aus, dass Pro-Ana-Webseiten dies verstärken können und fordert eine nachhaltige Behandlung von Essstörungen.
Die Psychologin Julie Hepworth, die eine kontrovers diskutierte Studie über die Teilnahme an Pro-Ana-Webseiten erstellt hat, folgert dagegen, dass die Ängste übertrieben sind. Bei den über einen Zeitraum von sechs Wochen hinweg untersuchten Webseiten hatten sich demnach die Teilnehmer nicht in ihrem Verhalten gegenseitig weiter angeheizt, sondern sich durch den sozialen Kontakt eine emotionale Stütze gegeben, die ihnen half, ihre Probleme besser in den Griff zu bekommen. Die Studie berichtet weiter, dass die Webseiten weniger von Magersüchtigen genutzt wurden, sondern eher von Frauen, die lediglich Informationen zum Abnehmen suchten.
Karen Dias, Studentin am interdisziplinären Centre for Women's and Gender Studies der University of British Columbia, nimmt explizit eine von der herrschenden Interpretation von Pro-Ana abweichende Sicht ein. Sie sieht die Gefahren der Magersucht als solche, stellt aber fest, dass die konventionelle Therapie schlechte Erfolgsraten habe. Von Essstörungen betroffene Frauen auf Pro-Ana- oder Pro-Mia-Webseiten könnten demnach dort einen Zufluchtsort finden, an dem sie der beständigen Kontrolle und Steuerung durch ihre Umgebung entzogen sind, und wo sie weiterhin die Definitionshoheit über ihr Erleben haben. Die Tatsache, dass bestimmte Webseiten vom Netz genommen werden, an anderer Stelle aber ähnlich wieder auftauchen, zeige, wie sehr die Betroffenen einen Ort suchen, wo „Geschichten über ihren Körper erzählt“ werden können. Hier könnten sie Dinge sagen, die sie (noch) nicht ihrer Familie oder einem Therapeuten sagen können. Die typische Isolation der Essgestörten könne so durchbrochen werden. Das Ausformulieren von Gedanken zum Thema Anorexie könne es der Betroffenen erleichtern, sich von diesen Gedanken letztlich zu distanzieren. Schließlich interpretiert Dias Pro-Ana als subversiv und diskutiert, ob sie Teil einer „dritten Welle des Feminismus“ sein könnten.
Nach Bemühungen der National Association of Anorexia Nervosa and Associated Disorders (ANAD) mit einer Kampagne per Fax und ähnlichen Bemühungen weiterer Verbände sind Angelfire, Yahoo, MSN, Lycos, MySpace, Tripod und andere Anbieter dazu übergegangen, Pro-Ana-Webseiten und Dienste zum Betrieb entsprechender Web-Gemeinschaften vom Netz zu nehmen, die über ihre kostenlosen Angebote öffentlich zugänglich gemacht wurden. Sie taten dies auf der Grundlage der ethischen Richtlinien in ihren Nutzungsbedingungen. Einige Anbieter sollen dies jedoch auch mit dem Hinweis auf Meinungsfreiheit abgelehnt haben. Die ANAD hat für die Suche nach Pro-Ana-Webseiten und die Benachrichtigung der entsprechenden Diensteanbieter sogar eine Vollzeitkraft eingestellt. Ebay hat Produkte, die im Zusammenhang mit der Bewegung stehen (Erkennungsschmuck), auf seine Liste der unerlaubten Handelsgüter gesetzt.
In Frankreich hat im April 2008 die Französische Nationalversammlung einen Gesetzesvorschlag verabschiedet, der die „Anstiftung zur Magersucht“ unter Strafe stellt. Laut Gesetzesentwurf drohen bis zu 2 Jahre Gefängnis und 30.000 Euro Geldstrafe für „denjenigen, der andere anspornt, exzessiv abzunehmen“ beziehungsweise bis zu 3 Jahre Haft und 45.000 Euro Geldstrafe, wenn ein Mensch zu Tode kommt.
In Deutschland hat die jugendschutz.net GmbH am 23. April 2008 einen Bericht über eine mehrere Jahre dauernde Untersuchung von mehr als 650 Blogs und Foren vorgelegt. Dabei verstießen 80 % dieser Blogs und Foren gegen den Jugendschutz, weil sie Essstörungen propagierten. Die Organisation erreichte nach eigenen Angaben die Entfernung von 70 % dieser Angebote. Die Bundesprüfstelle für jugendgefährdende Medien indizierte im Dezember 2008 einen deutschsprachigen Blog zum Thema, da dort die Störung extrem positiv dargestellt und glorifiziert würde.

## Abgrenzung
Weiter als Pro-Ana und Pro-Mia geht die Antipsychiatrie, eine Bewegung, deren Anhänger jegliche Einordnung in die medizinische Kategorie der psychischen Störung ablehnen, darunter auch Essstörungen. Sie vertritt stattdessen den Standpunkt, dass solche Einordnungen lediglich eine gesellschaftliche Konstruktion darstellen.
Nach der Beschreibung der Betreiberin der Webseite pure ana, die selbst magersüchtig ist, werden die Bezeichnungen „Magersucht“ und „Ana“ in der Pro-Ana-Bewegung als unterschiedliche Begriffe für zwei Blickwinkel verstanden, für die Krankheit und für ihr Verständnis als Lebensstil. Für sie sind diese jedoch „im Grunde genommen ein und dasselbe Phänomen“. Weil das Verständnis der Magersucht als Lebensstil eine mangelnde Krankheitseinsicht darstellt, glaubt sie, dass es selbst Teil der Krankheit ist, wobei sie auf die Übereinstimmungen mit den Diagnosekriterien hinweist.